# Isabel Freire de Matos
Isabel Freire Meléndez de Matos (2 de febrero de 1915 – 30 de septiembre de 2004) fue una escritora, educadora, periodista, y activista de la Independencia de Puerto Rico. Freire de Matos fue la autora de varios libros para niños y fue la esposa de Francisco Matos Paoli, un miembro de alto rango del Partido Nacionalista de Puerto Rico, tuvo dos hijas, Susana Isabel y María Soledad Matos Freire.

## Biografía
Freire de Matos (nombre de soltera: Isabel Freire Meléndez) era originaria de la ciudad de Cidra, Puerto Rico. Allí recibió su educación primaria y media. Durante su niñez, se interesó en la literatura juvenil y en la poesía. Luego de graduarse de la escuela secundaria, asistió a la Universidad de Puerto Rico (UPR) donde obtuvo una licenciatura en educación.
Durante sus años como estudiante, en la universidad, se interesó en el Partido Nacionalista de Puerto Rico y fue una defensora del movimiento independentista de Puerto Rico. Continuó sus estudios de postgrado en la UPR, y luego se trasladó a París, Francia por un año estudiando literatura comparada en la Sorbona. Allí conoció a Francisco Matos Paoli, compañero defensor de la independencia, que en 1942 se convertiría en su marido.

## Educadora
Después de su regreso a Puerto Rico, comenzó a trabajar en los sistemas de escuelas públicas y privadas de la isla. Fue coautora de un libro para niños titulado El libro de la Isla para niños (del inglés: The island book for children) con su esposo.

## Revueltas nacionalistas de la década de 1950
La obra escrita del marido de Freire de Matos fue influenciado por la situación política que prevalecía en la isla en ese momento. El 21 de mayo de 1948, un proyecto de ley fue presentado ante el Senado de Puerto Rico, para restringir los derechos de la independencia y los movimientos nacionalistas en la isla. El Senado, en ese momento, era controlada por el PPD, y presidido por Luis Muñoz Marín, aprobando y promulgando esa ley. Ese proyecto de ley aprobado, también se conoció como la "Ley de la Mordaza" (gag Law), hizo ilegal criminalizando mostrar la bandera de Puerto Rico, cantar canciones patrióticas, hablar de la independencia, y luchar por la liberación de la isla. La Ley se parecía a la anticomunista Ley Smith aprobada en los Estados Unidos; firmándose y convertida en ley el 10 de junio de 1948, por el gobernador designado por EE. UU. de Puerto Rico, Jesús T. Piñero y se hizo conocido como "Ley 53" (Law 53). De acuerdo a la nueva ley, es un crimen imprimir, publicar, vender, exponer u organizar o ayudar a cualquier persona, organización, cualquier sociedad, grupo o conjunto de personas cuyas intenciones sean paralizar o destruir el gobierno insular. Cualquier acusado encontrado culpable de desobedecer la ley podría ser condenado a diez años de prisión, una multa de $ 10.000 dólares (EE. UU.) o ambos. Según el Dr. Leopoldo Figueroa, miembro de la Cámara de Representantes de Puerto Rico, la ley era represiva y constituía una violación de la Primera Enmienda la cual garantiza la libertad de expresión. Señaló que la ley en sí misma es una violación de los derechos civiles del pueblo de Puerto Rico. En 1949, el Partido Nacionalista celebró una asamblea en la ciudad de Arecibo, y nombró Secretario General del partido a Paoli. Algunas de sus funciones como Secretario General del partido incluyó la presentación de discursos patrióticos. Debido a la Ley 53, esa inicua ley colocaban a su marido en un curso de colisión con el Gobierno federal de los Estados Unidos.
En septiembre de 1950, su esposo viajó a las ciudades de Cabo Rojo, Santurce, Guánica, y Lares, donde participó en actividades nacionalistas. El 30 de octubre, los nacionalistas organizaron levantamientos en las ciudades de Ponce, Mayagüez, Naranjito, Arecibo, Utuado (grito de Utaudo), San Juan (revuelta nacionalista de San Juan), y Jayuya (grito de Jayuya). El 2 de noviembre de 1950, fuerzas de la policía llegaron a su casa en Río Piedras y buscaban armas y explosivos. Lo único que encontraron fue una bandera de Puerto Rico, pero debido a la Ley 53 (Ley Mordaza), esto les permitió arrestar y acusar a su marido de traición contra los Estados Unidos. La evidencia usada en su contra fue la bandera de Puerto Rico en su casa, y cuatro discursos que había hecho a favor de la independencia de Puerto Rico.
Sobre la base de esas "inicuas evidencias" sobre su marido, fue despedido de su cátedra en la Universidad de Puerto Rico, y condenado a una pena de prisión de veinte años, que más tarde se reducirían a diez años. En la cárcel, su marido compartía su celda con Pedro Albizu Campos. Campos sufría de ulceraciones en sus piernas y cuerpo causadas por radiación ionizante, y así su marido se ocupaba de sus necesidades.
Su esposo escribió poemas patrióticos en trozos de papel, que fueron sacadas de contrabando de la prisión, por Freire de Matos. Y ella trató de publicarlos y, aunque eran inofensivos, el grave contexto de la "Ley Mordaza" y sus efectos disuasorios, silenciaban toda oposición. Así, hicieron que los poemas adquiriesen un significado diferente.
Su marido fue puesto en libertad condicional el 16 de enero de 1952. Sin embargo, el 2 de marzo de 1954, después de atacar los nacionalistas la Cámara de Representantes de los Estados Unidos, el gobierno de EE. UU. ordenó el arresto masivo de los miembros del Partido Nacionalista, incluyendo a su esposo, quien no estuvo involucrado en el incidente.
En 1954, Isabel fundó la "Escuela Maternal Hostoniana" (Maternal Hostonian School) nombrándolo Eugenio María de Hostos". El 26 de mayo de 1955, después de diez meses en la cárcel, y en mal estado de salud, su esposo fue finalmente indultado por el gobernador de Puerto Rico Luis Muñoz Marín. Crismelda es una lo

## Autoría
Freire de Matos continuó enseñando y escribiendo. En la universidad, estableció un método experimental creativo en el que exploró el equilibrio entre la libertad y la naturaleza de los individuos. Su expectativa era que con sus métodos, los estudiantes podrían desarrollar actitudes positivas y el amor por la educación. Y que ellos desarrollarían plenamente sus talentos

### Algunas publicaciones
Entre sus obras escritas, se hallan las siguientes:
- La poesía en la escuela elemental, (Poetry in elementary school) 28 pp. 1962

- ABC de Puerto Rico, (ABC of Puerto Rico) 61 pp. 1968

- Matemáticas modernas en el nivel elemental: guía metodológica. Con Fe Acosta de González. Editorial Universitaria, Univ. de Puerto Rico, 245 pp. 1971

- Poesía menuda: selección para niños de kindergarten. Ed. Hostos Para Niños, 98 pp. 1972

- La casita misteriosa y otros cuentoss para mejorar la lectura, (The mysterious house and other stories) 116 pp. 1979

- La brujita encantada y otros cuentos, (The enchanted little witch and other stories). 70 pp. ISBN 0-86581-520-8, ISBN 978-0-86581-520-9 1979

- Juego para los dedos, (A finger game) Con Graciela Bem, Vangie Oliver. 75 pp. 1980

- Isla para los niños, (An island for children) Alfaguara : infantil y juvenil. Colección Isabel Freire de Matos. Con Francisco Matos Paoli, Walter Torres. Ediciones Santillana, 53 pp. ISBN 1-57581-572-9, ISBN 978-1-57581-572-5 2004

- Literatura infantil puertorriqueña: la poesía. 262 pp. 1983

- Eugenio María de Hostos para la juventud, (Eugenio María de Hostos for the young) 166 pp. 1989

- El teatro y el niño, (Theatre and children) Vol. 2 de Temas educativos. Editor Instituto de Cultura Puertorriqueña, 160 pp. 1995

- El pajarito feliz, (The happy little bird) Libros Espléndidos. Serie Zumbador. Con Sofía Sáez Matos. Ediciones Santillana, 16 pp. 1996

- Los derechos del niño, (The rights of children) Editor Scott Foresman, ISBN 1-57581-033-6, ISBN 97815758103311996 2002

- Verbo proletario : poemas. Con Francisco Matos Paoli. Editor First Book Publ. 141 pp. 1997

- El cuento y el niño, (Story telling and children) vol. 3 de Temas educativos. Editor Instituto de Cultura Puertorriqueña, 232 pp. 1997

- Ritmos de tierra y mar, (Rhythms of the earth and sea) 2ª edición de Instituto de Cultura Puertorriqueña, 143 pp. ISBN 0-86581-521-6, ISBN 978-0-86581-521-6 1998

- La poesía y el niño: Nivel de Escuela Elemental, (Poetry and children) Temas educativos. 2 ª edición de Instituto de Cultura Puertorriquena, 236 pp. ISBN 0-86581-523-2, ISBN 978-0-86581-523-0 1998

- Epistolario esencial. Con Francisco Matos Paoli. 401 pp. 1999

- Liza en el parque de las palomas, (Liza in the Park of the pigeons) Con Sofía Sáez Matos. Ediciones Cocolí, ISBN 0-9650197-0-5, ISBN 978-0-9650197-0-5 2000

- Poesía menuda, (Poetry menuda) Edición ilustrada de Camera Mundi, Inc. 341 pp. ISBN 0-940757-26-5, ISBN 978-0-940757-26-4 2002

- Una Carta de Mónica. Alfaguara Infantil y Juvenil. Con Sofía Sáez Matos. Ilustró Sofía Sáez Matos. Edición ilustrada de Santillana USA Pub Co Inc, 31 pp. ISBN 1-57581-574-5, ISBN 978-1-57581-574-9 2004

- Los animales del patio. Colección Isabel Freire de Matos. Con Nívea Ortiz Montañez. Ediciones Santillana, 31 pp. ISBN 1-57581-571-0, ISBN 978-1-57581-571-8 2004

- El Pececito Mágico. Alfaguara Infantil y Juvenil. Ilustró Walter Torres. Edición ilustrada de Alfaguara/Santillana, 21 pp. ISBN 1-57581-578-8, ISBN 978-1-57581-578-7 2004

- Una Carta De Delke. Alfaguara Infantil y Juvenil. Colección Isabel Freier De Matos. Ilustró Sofía Sáez Matos. Edición ilustrada de Alfaguara, 31 pp. ISBN 1-57581-573-7, ISBN 978-1-57581-573-2 2004

- Limericks. Colección Isabel Freire de Matos. Ediciones Santillana, 37 pp. ISBN 1-57581-570-2, ISBN 978-1-57581-570-1 2005

- El circo. Colección Isabel Freire de Matos. Con Viviana Garófoli. Ediciones Santillana, 21 pp. ISBN 1-57581-867-1, ISBN 978-1-57581-867-2 2006

- Toyita: aventuras de una hormiga. Con Sofía Sáez Matos. Ediciones Cocolí, ISBN 0-9650197-1-3, ISBN 978-0-9650197-1-2 2006

- Atariba y Niguayona: pieza de teatro basada en una leyenda. Colección Isabel Freire de Matos. Con Nívea Ortiz Montañez. Ediciones Santillana, 38 pp. ISBN 1-57581-868-X, ISBN 978-1-57581-868-9 2006

- El cumpleaños del San Pedrito. Colección Isabel Freire de Matos. Con Walter Torres. Ediciones Santillana, 21 pp. ISBN 1-57581-863-9, ISBN 978-1-57581-863-4 2006

## Últimos años
En 1968, Freire de Matos colaboró como coautora, junto a Rubén del Rosario, en la publicación de Antonio Martorell "ABC de Puerto Rico". Esa publicación se utiliza en las escuelas primarias de Puerto Rico. En 1971, también colaboró con la publicación de "Matemática Moderna en el Nivel Elemental" de Fe Acosta de González.
Francisco Matos Paoli murió el 10 de julio de 2000 en su casa en Río Piedras, San Juan, Puerto Rico. Freire de Matos murió cuatro años más tarde, el 30 de septiembre de 2004. Le sobreviven dos hijas, Susana Isabel y María Soledad, y cuatro nietos.
Hay una placa, que se encuentra en el monumento a los participantes del Grito de Jayuya, en Mayagüez, Puerto Rico, en honor a las mujeres del Partido Nacionalista de Puerto Rico. Nombre Freire de Matos está en la línea decimosexta de la tercera placa.

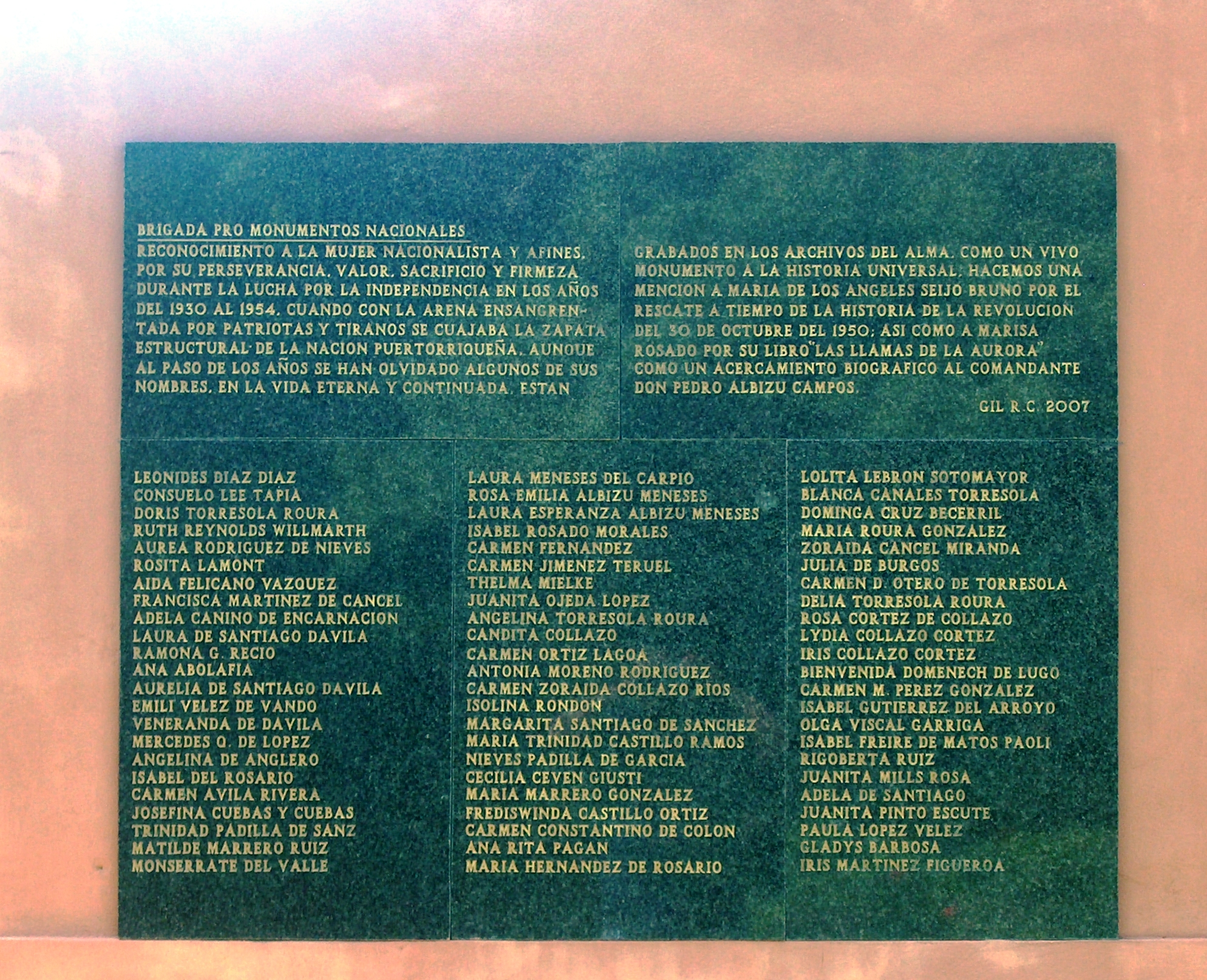
La placa en homenaje a las mujeres del Partido Nacionalista de Puerto Rico